# San Marcos (Texas)
San Marcos város az USA Texas államában, Caldwell, Guadalupe valamint Hays megyében, melynek megyeszékhelye is. Lakosainak száma 67 553 fő (2020. április 1.).

## Népesség
A település népességének változása:
| Lakosok száma | 741  | 44 894 | 67 553 |
|               | 1870 | 2010   | 2020   |